# Crystal Nicole
Crystal Nicole (Atlanta, 1983. november 10. –) Grammy-díjas amerikai R&B-, soul-énekesnő.

## Pályafutása
Crystal Nicole Atlantában született és nőtt fel. Különböző tehetségkutatókon kezdett énekelni. Első dalát tízévesen írta. 2023-ban meghallgatásra jelentkezett a The Voice 24. évadára. A párbajon  csapattársával, Caitlin Quisenberryvel énekelt, de kiesett a versenyből.
Aztán olyan előadóknak írt dalokat, mint a Girlicious, Janet Jackson, Jennifer Lopez, Keke Palmer, Teyana Taylor, Tiffany Evans, Chilli, Natasha Bedingfield, a Wonder Girls, Rihanna és Jessica Sanchez. Dalokat írt Mariah Carey-vel, valamint olyan előadók projektjeiben is közreműködött, mint Brandy Norwood, Ciara, Jennifer Hudson és Beyoncé egyes munkái.

## Albumok
- 2015: Masterpiece (EP)

## Lemezek
- Jennifer Lopez “Gotta Be There” Brave, 2007
- Keke Palmer “Hood Anthem” So Uncool, 2007
- Janet Jackson “So Much Betta”
- “The 1” (ft. Missy Elliott)
- “What’s Ur Name” Discipline, 2008
- Mariah Carey “Touch My Body”
- “I’ll Be Lovin’ U Long Time”
- “Side Effects (feat. Young Jeezy)”
- “Heat” E=MC², 2008
- Chilli “Dumb Dumb Dumb” Bi-Polar, 2008
- Natasha Bedingfield “Angel” Pocketful of Sunshine, 2008
- Tiffany Evans “I’m Grown” Tiffany Evans 2008
- Teyana Taylor “Google Me” From a Planet Called Harlem, 2008
- Brandy “The Definition”
- “Shattered Heart” Human, 2008
- Beyoncé “Scared of Lonely” I Am… Sasha Fierce, 2008
- Pussycat Dolls “Elevator” Doll Domination, 2008
- “Painted Windows”, 2009
- LeToya Luckett “Lazy” Lady Love, 2009
- Mariah Carey “Angels Cry” Memoirs of an Imperfect Angel, 2009
- Monica “Love All Over Me” Still Standing, 2010
- Sugababes “Give It To Me Now” Sweet 7, 2010
- Rihanna “Only Girl (In the World)” Loud, 2010
- Jessica Mauboy “No One Like You”
- “Foreign” Get ‘Em Girls, 2010
- Jesse McCartney “Mrs. Mistake” Have It All, 2010
- David Guetta “Night Of Your Life”
- “I’m a Machine” Nothing but the Beat, 2011
- Jennifer Hudson “I Got This” I Remember Me 2011
- Wonder Girls “The DJ is Mine (feat. School Gyrls)”
- “Like Money (feat. Akon)” Wonder Best, 2012
- Monica “Amazing” New Life 2012
- Lecrae “Was it Worth it” Church Clothes 2, 2013
- Beckah Shae “My All” Champion, 2014
- Lecrae “Give In” Anomaly, 2014
- Jennifer Lopez “Gotta Be There” Brave, 2007
- Keke Palmer “Hood Anthem” So Uncool, 2007
- Janet Jackson “So Much Betta”
- “The 1” (ft. Missy Elliott)
- “What’s Ur Name” Discipline, 2008
- Mariah Carey “Touch My Body”
- “I’ll Be Lovin’ U Long Time”
- “Side Effects (feat. Young Jeezy)”
- “Heat” E=MC², 2008
- Chilli “Dumb Dumb Dumb” Bi-Polar, 2008
- Natasha Bedingfield “Angel” Pocketful of Sunshine, 2008
- Tiffany Evans “I’m Grown” Tiffany Evans, 2008
- Teyana Taylor “Google Me” From a Planet Called Harlem. 2008
- Brandy “The Definition”
- “Shattered Heart” Human, 2008
- Beyoncé “Scared of Lonely” I Am… Sasha Fierce, 2008
- Pussycat Dolls “Elevator” Doll Domination, 2008
- “Painted Windows”, 2009
- LeToya Luckett “Lazy” Lady Love, 2009
- Mariah Carey “Angels Cry” Memoirs of an Imperfect Angel, 2009
- Monica “Love All Over Me” Still Standing, 2010
- Sugababes “Give It To Me Now” Sweet 7, 2010
- Rihanna “Only Girl (In the World)” Loud 2010
- Jessica Mauboy “No One Like You”
- “Foreign” Get ‘Em Girls, 2010
- Jesse McCartney “Mrs. Mistake” Have It All, 2010
- David Guetta “Night Of Your Life”
- “I’m a Machine” Nothing but the Beat, 2011
- Jennifer Hudson “I Got This” I Remember Me, 2011
- Wonder Girls “The DJ is Mine (feat. School Gyrls)”
- “Like Money (feat. Akon)” Wonder Best, 2012
- Monica “Amazing” New Life, 2012
- Lecrae “Was it Worth it” Church Clothes 2, 2013
- Beckah Shae “My All” Champion, 2014
- Lecrae “Give In” Anomaly, 2014

## Díjak
- 2009: Grammy Award for Best Contemporary R&B Album – I Am... Sasha Fierce [1]
- 2011: Grammy Award for Best Dance Recording – Only Girl